# Sújtólég
A sújtólég (régies elnevezése: viheder, bányalég) a metán (CH4) és levegő robbanóképes elegye (keveréke) a mélyműveléses bányászatban. Mivel színtelen és szagtalan, az egyik legfőbb bányaveszélyt jelenti elsősorban a feketeszenet termelő bányákban, de előfordul barnaszén, lignit termelése során és nem ritkán érc- és sóbányákban is.

## A sújtólég keletkezése
A sújtólég keletkezéséhez metán megjelenése szükséges. A metán a szénülési folyamat során jön létre, már a kezdeti időszakban is, a tőzegek keletkezésekor (mocsárgáz). A metán a leggyakrabban feketeszén előfordulásokban a széntelepekben, és a palás mellékkőzetekben a pórustérfogatot tölti ki, mely elérheti a 25%-os hézagtényező mértéket. A fiatalabb földtani korokban keletkezett barnakőszenekben és lignittelepekben ha kisebb mértékben is, de megjelenik a metán. Azokban a bányákban, ahol a hasznosítható nyersanyag kísérő kőzetében széntartalom van, mint ahogy egyes hazai bauxittelepek fedőkőzetében, felszabadulhat metán. Az ércbányászatban ismert jelenség a szénhidrogének migrációja közbeni feldúsulás bizonyos földtani szerkezetekben (kőolaj- és földgázcsapdák), de az olajpala-bányászatban különösen gyakori. Gyakori a metán megjelenése a sóbányákban, a felboltozódásos (sódómok) szerkezetekben.
Sújtólégnek azt a metán-levegő keveréket (elegyet) nevezik, melyben a metántartalom 4-15 térfogatszázalék, mert az robbanóképes. 4% alatt és 15% felett a metán ég. A sújtólég robbanóképessége 9,5% metántartalomnál a legerőteljesebb, az ilyen keverék berobbanása okozza a legnagyobb romboló hatást, és ekkor legmagasabb a lánghőmérséklet (1875 °C).

## Ametánbejutása a bányatérségekbe
A bányászat során a bányaterekbe a metán az alábbi fizikai folyamatok során juthat be majd keveredik a levegővel:

### Beszivárgás
A megnyitott bányaterekbe a szénből és mellékkőzetekből a metán folyamatosan szivárog be, amikor az eredeti kőzetfeszültség csökken. A már letermelt területeken visszamaradt szénből (pillérek, fejtési veszteségek) fejlődve, a szén és a „nyitva tartott” üregek köbtartalmával  arányosan nő a beáramlás. A leművelésre nem alkalmas (pl. vékony) telepekből, a kísérő mellékkőzetekből melyek tartalmazhatnak kisebb szénmennyiséget, - a beáramlás ugyancsak folyamatosan történik. A kőzetek belső nyomásának csökkenésekor a nyomáscsökkenési pontokon  repedezettség keletkezik, melyen át a gáz egyenletes beáramlása szintén  fönnállhat. A légköri nyomás csökkenésekor viszont a felhagyott fejtési üregekből, sőt a telepekből is megnövekedik a metánbeáramlás, amit a nyomáskülönbség okoz és a különbség növekedése a beáramlási mennyiséget is növeli.

### Sújtólég kifúvás
Ebben az esetben a metán nagyobb repedések mentén, természetes vetődések vagy más kőzetelmozdulások helyén folyamatosan és nagyobb mennyiségben,  hangjelenség közben áramlik be a bányatérbe. A kifúvás bányabeli fúrások készítésénél is előfordulhat. A felgyülemlett metán folyamatosan ürül le és keveredik a levegővel. Ez a jelenség a gázcsapdák megközelítésekor fokozottan fönnállhat. A gázbeáramlás erőteljes, de még a kőzetet nem bontja meg, majd idővel szivárgássá „csendesül”.

### Sújtólég-kitörés
A metán beáramlása ebben az esetben robbanásszerűen következik be és nagy mennyiségben. A „metán-kitörés” elnevezés pontosabb lenne, de a gyakorlatban a ,,sújtólég-kitörés" a jelenség meghonosodott elnevezése. Jellemzője, hogy a bányatérségbe hatoló gáz szenet és meddőkőzetet sodor magával, jelentős erőhatások kíséretében. Ha nem is jár a sújtólég berobbanásával, a hirtelen bekövetkező oxigéncsökkenés, a beáramló szénpor valamint az erőhatások baleseteket okozhatnak. A nagy sebességű beáramlás deszorpció jellemzően olyan nagy erőhatásokkal jár, hogy biztosító szerkezeteket (ácsolatokat), gépeket, berendezéseket sodor el a kitörő kőzet. A kitörés a teljes bányát elöntheti metánnal. A sújtólég-kitörések a nagy gáztartalmú széntelepekre jellemzőek, melyeket a legtöbb esetben már a kutatási fázisban  gázkitörésveszélyes-nek minősítenek.

## A sújtólégrobbanás folyamata
A sújtóléget a közhiedelemmel ellentétben nem minden típusú  szikrajelenség robbant be. Így pl. a „hideg szikra" sem, melynek a  hőmérséklete nem éri el a metán belobbanásához szükséges 650 °C-ot, illetve ha a szikrajelenség időtartama olyan rövid hogy nem keletkezik a berobbanáshoz szükséges hőmennyiség, nem okoz berobbanást. A magnézium- és alumíniumötvözetek szikrája viszont beindíthatja a robbanást. A sújtólég berobbanása, azaz a metán meggyulladása leggyakrabban bányatűz, villamos szikra vagy ív, robbantási munkák és nyílt láng véletlen (pl. lámpa meghibásodása) vagy akaratlagos alkalmazása (pl. hegesztés) miatt következhet be.
A berobbanáskor a szűk bányatérségben lökéshullám indul el mely a haladása során deformációkat eredményez, esetenként omlásokhoz vezet. A jelen lévő embereknél a robbanási nyomás és égés külső és belső szerveket károsít, a fellépő oxigénhiány pedig fulladást, a keletkező gáz(ok) mérgezést okozhatnak. A ritka túlélők rohanó-robajló lángfüggönyről számoltak be. A szénporképződésre hajlamos bányákban a lökéshullám a port felkavarja és másodlagosan gyakran szénporrobbanás következik be. A robbanás romboló erejét a vágatokban lévő akadályok és vágat-iránytörések, ívek fokozzák. Ráadásul a robbanást követő hirtelen hőmérséklet-csökkenés egy ellentétes irányú, szívó hatású lökéshullámot indít el, ami további károsodásokat okozhat.

## A sújtólég mennyiségének meghatározása
A korai bányászatban felismerték, hogy munkaszüneti időszak alatt a bányatérségekben a metán az üregek (fejtések, vágatok) felső részében, a főtében feldúsul, mivel az a levegőnél könnyebb. Az itt felgyülemlett gázt jobb híján igyekeztek fáklyákkal felgyújtani, ami rendkívül veszélyes munka volt. Kezdetben elítélt rabokkal, úgynevezett „vezeklőkkel” végeztették el a begyújtást, akik vizes ruhába vagy bőrökbe burkolózva, hason csúszva végezték el ezt a munkát. Ha nem volt vezeklő elítélt, a bányászok sorshúzás alapján döntöttek a begyújtást végző személyéről. Később a munkahelyek közelében a főtében elhelyezett olajlámpákkal a beáramló metánt folyamatosan elemésztették és az emiatt nem tudott felgyülemleni.

### ADavy-lámpa
Az első biztonsági bányalámpát, amely a metánt nem gyújtotta be, Humphry Davy angol kémikus alkotta meg 1816-ban. Ezt mások  továbbfejlesztették a világítóképesség növelése céljából, mert gyakorlati alkalmazásban a biztonsági lámpa fényereje kevésnek bizonyult és a bányászok emiatt eleinte szívesebben alkalmazták a nagyobb fényt adó olajmécseket. Az alkalmazás során kiderült, hogy a lámpa a világításon kívül a bányalevegő metántartalmának mérésére is alkalmas, ugyanis a drótkosáron belül égő láng magassága a metántartalom növekedésével nőtt. A kezdetben olajjal működő lámpát a német Wolf benzin felhasználásúra módosította, és a lángot egy stabil üveghengerrel vette körül. A bányászok nehezen szoktak hozzá az alkalmazáshoz, csak amikor a laboratóriumi kísérletekkel is bizonyították a lámpa mérési képességét, tudatosult alkalmazóiban annak hasznossága. Mindezek mellett a hanyag bánásmód miatt a lámpa mégis sokszor okozott sújtólégrobbanást. A Davy-lámpa többszöri módosításokkal ugyan, de az 1980-as évekig rendszeresítve volt a magyar bányászatban is. Mérési határa az 1,0 és 4,5% közötti metántartalom, a mérés pontossága pedig 0,5%.

### Metán-interferométer
A műszer a metánkoncentrációt a levegő és metán optikai törésmutatójának különbözősége alapján határozza meg. A Zeiss-féle interferométernek kifejlesztették egy kézi változatát is, melybe egy kézzel működtetett szivattyú segítségével - szűrőkön átvezetve - a mérendő levegő pára- és szén-dioxid-tartalmát (melyek a méréseredményt rontják) jelentősen lecsökkentik. Az interferométer mérési pontossága: 0,5%. Hátránya (ami a veszélyfelismerésnél inkább előny), hogy arányában minden 1,0% szén-monoxidot 0,25% metánnak mér. A műszer használata a hazai bányászatban is rendszeresítve lett.

### Methanométer
A metán mennyiségét egy izzó platinaszál elektromos ellenállásának változása alapján méri. Pontossága 0,1%, hátránya hogy a szén-monoxidot és a hidrogént együtt  méri. Ezen az elven több típust fejlesztettek ki. Van olyan készüléktípus is, ami a metán elégetésekor lecsapódó vízgőz (kondenzátum) térfogat csökkentő hatását méri. A korszerűnek számító készülékek a metánkoncentrációt már folyamatosan képesek mérni, és az előre beállított határértéken azonnal egy kapcsolót működtetve vészjelzést adnak le, vagy bizonyos berendezéseket kapcsolnak le (villamos készülékek) illetve fel (pótszellőztetők), a mérési eredményeket pedig regisztrálják.

### Gázanalizátor
Ezen készüléktípusok automatizáltak, és változataik különböző elvek alapján működnek. Van amelyik a különböző gázok eltérő ultravörös fényelnyelését méri, van amelyikben a leszabályozott adagolású (etalonszerepű) butánláng és metán elégetési hőmérséklet-különbségét hasznosítják, van ahol a metán elégetéskor keletkező vízgőz mennyiségét határozzák meg. Közös jellemzőjük a 0,1%-on belüli méréshatár, a folyamatos működtetési  és regisztrálási lehetőség.

## Bányák besorolása
A bányákat az iparilag fejlett államokban, így Magyarországon is a beáramló metángáz fajlagos mennyisége és jellege alapján osztályokba sorolják, melyet esetenként felülvizsgálnak és szükség szerint módosítanak, többnyire szigorítanak. A biztonságtechnikai követelmények az osztályba sorolás mértékében változnak. Az osztályba sorolás alapja a fajlagos metán felszabadulás a termelés függvényében, melynek mértékét független szakértő szervezet állapítja meg. A besorolást a felügyelő bányászati szervezet határozza meg.
Hazánkban a jelenlegi besorolási szintek gázveszély szempontjából a következők:
- I. osztályú sújtólégveszélyes bánya.
- II. osztályú sújtólégveszélyes bánya.
- III. osztályú sújtólégveszélyes bánya.
- Osztályon felüli sújtólégveszélyes bánya.
- Gázkitörés-veszélyes bánya.

A számok növekedése jelzi a szigorodási sorrendet.
Új bányák nyitása esetén a kutatási eredmények (próbafúrások) és a környező bányák tapasztalatai alapján döntenek a besorolásról.

## Védekezés a sújtólégrobbanások ellen
A megelőzés során két fontos elvet kell betartani: megakadályozni a metán felhalmozódását és kizárni a gyújtóok keletkezését, illetve annak a  robbanóképes eleggyel való érintkezését. A két követelmény egyidejű betartásával a sújtólégrobbanás megelőzhető.

### A sújtólég-felhalmozódás megakadályozása
A bányákat rendszeresen el kell látni a metán felhígulásához szükséges mennyiségű levegővel, ami a bányaszellőztetés feladata. Ugyanakkor gondoskodni kell a föld alatt tartózkodók egyéni menekítő eszközzel való ellátásáról, amihez a magasabb osztályba sorolás esetén oxigéntartállyal vagy oxigénfejlesztő képességgel kell rendelkezni.
Védekezési, megelőzési feladatok:
- A metántartalom folyamatos és megbízható ellenőrzése
- Kellően kiképzett szellőztetési személyzet biztosítása
- Gondoskodni kell a légáram irányának megfordíthatóságáról
- Szívó szellőztetést kell alkalmazni, hogy a szellőztetés meghibásodása esetén a bányában kezdetben a külső légnyomás megnövekedjen és ezzel a (kezdeti) metánbeáramlás csökkenjen
- A szellőztetés földalatti rendszerét külön légáramokra (légosztályokra) kell bontani, hogy egy esetleges gázkitörés vagy robbanás ne az egész bánya levegőjét szennyezze. Korlátozni kell az elkülönített légosztályokban tartózkodók létszámát is
- A felhagyott fejtési üregeket le kell zárni, vagy ha lehetséges fel kell számolni
- Tartalék szellőzőgépeket bármikor üzembe helyezhetően kell tartani
- Gondoskodni kell a metán-felrétegződés megakadályozásáról
- A légterelésre, légvezetésre szolgáló eszközöket és tereket rendszeresen ellenőrizni kell
- Előzetes metánelszívás (lecsapolás) végeztetése
- Széntelepek előzetes feszültségmentesítése (kimosatás)
- A bányaművelési mód alkalmas megválasztása

A fejlett ipari államokban 1% metántartalom esetén már csak a feldúsulás további megakadályozására irányuló munkák végezhetők, a 2,5% feletti metántartalom esetén pedig csak mentésre irányuló munka végezhető.

### A gyújtóok kizárása
- Csak előzetesen bevizsgált, gyújtószikramentes, előírás szerinti védőtokba foglalt villamos berendezés alkalmazása
- Sújtólégbiztos robbantóanyagok és robbantószerek alkalmazása
- Az előírások betartása, így pl. hogy nyílt lángot csak folyamatos metánmérés esetén szabad alkalmazni, külön felügyeleti személy jelenlétében
- A tartós súrlódásnak (hőfejlesztésnek) kitett eszközök folyamatos ellenőrzése (pl: szállítószalagok)
- Lehetőség szerint sűrítettlevegő-meghajtású gépek alkalmazása
- Biztonságos világítóeszközök alkalmazása

## A sújtólégrobbanások története
Európában az első feljegyzések szerint 1664. szeptember 9-én történt Ausztria területén, Tirolban, Hallstatt város sóbányájában a Kaiserberg elnevezésű táróban történt sújtólégrobbanás. Két ott dolgozó bányász négykézláb tudott kimenekülni, de súlyos égési sérüléseket szenvedtek „az ellenük rohanó tűzfelhő borzalmaiban”. A helyi bányatiszt a jelenséget az „ördög incselkedésének” tekintette, és annak megfelelően is intézkedett. A helyi plébánossal misét mondatott, majd a bányát újraszentelték. Egy héttel a robbanást követően, nagy jutalom felajánlása mellett 8 önként jelentkező bányásszal megnézették a robbanás helyét, de ekkor újabb robbanások következtek be s minden ott tartózkodó súlyos égési sérüléseket szenvedett. Ezután Plasz Zakariás nevű bányatiszt és Sumating Kristóf bányaellenőr jelentését a „szokatlan és természetfölötti” jelenségről felterjesztette Bécsben a kincstárnak. A kincstár illetékesei a jelentést a selmecbányai Jonelli András főkamaragrófnak adták át kivizsgálás céljából. A részletes vizsgálatot Schulcz György besztercebányai nagy tapasztalattal rendelkező magyar bányatiszt végezte. A Kincstárnak felterjesztett vizsgálati jelentésből megtudható, hogy Besztercebánya közelében fekvő Úrvölgyön az ércbányában 1624-ben már bekövetkezett egy sújtólégrobbanás a Bergmeister-stollwand elnevezésű bányarészben. Ekkor a húsvéti ünnepek után, több napi termelési szünetet követően, amikor a kézzel működtetett szellőztetés szünetelt, Larting nevű bányaács lement a bányarészbe, ott rossz levegőt tapasztalt és lámpája begyújtotta a levegőt. A bányaács hasra vetette magát, így csak kisebb égési sérülést szenvedett, de látta a felette elrohanó tűzfüggönyt.
Ipartörténeti érdekesség még, hogy Francius Ernst Brückmann a magyarországi bányavárosokat beutazva, többek között részletes leírást ad Sóváron a kincstári tulajdonú sóbányában 1726-ban bekövetkezett sújtólégrobbanásról. Brückmann leírásából sejtjük, hogy dr. Reimann sóvári orvos akkor már tisztában volt a sújtólég keletkezésével, tulajdonságaival és az ellene való védekezéssel.

### Sok áldozattal járó sújtólégrobbanások
A legtöbb emberáldozattal járó sújtólégrobbanásokról 1835-től kezdődően állnak rendelkezésre adatok, melyeket a következő táblázat tartalmaz:

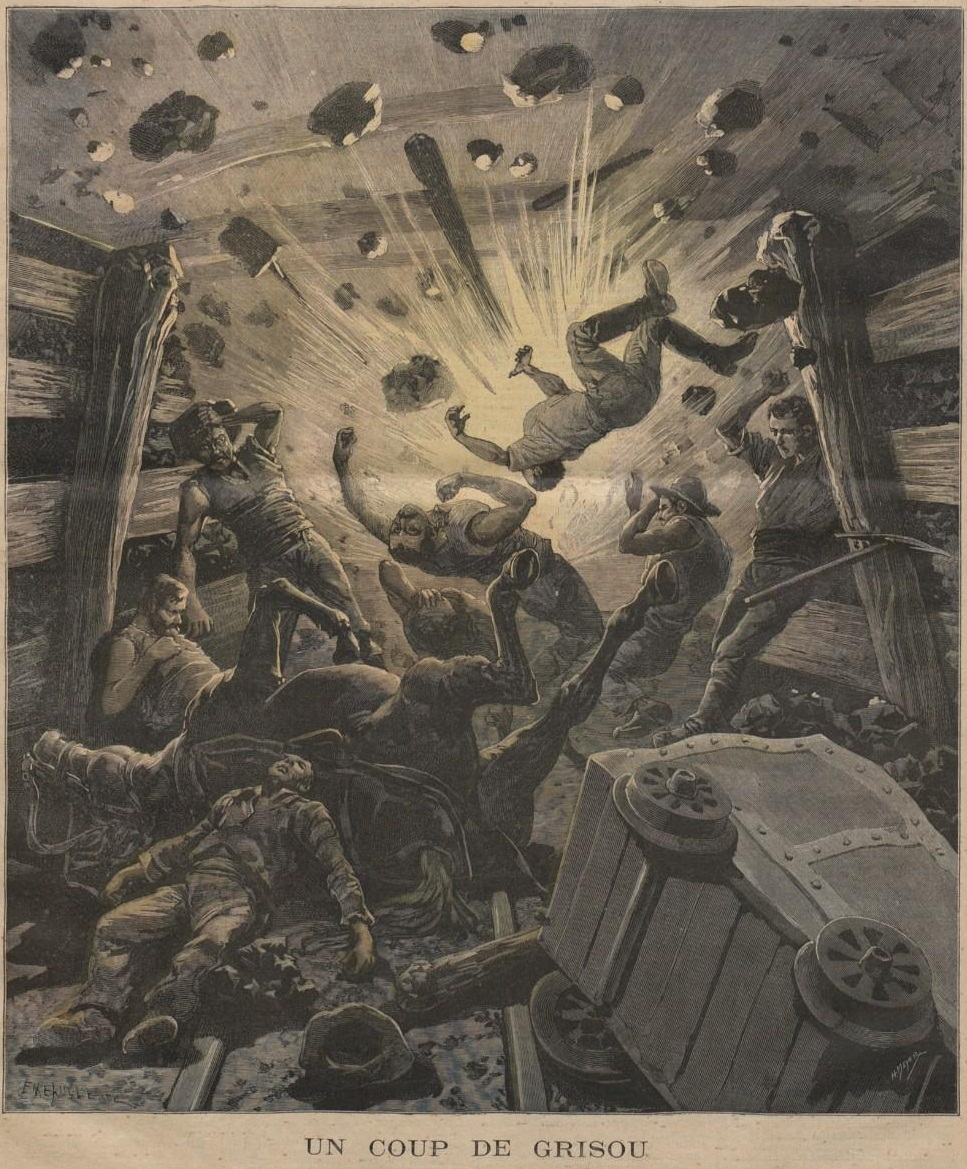
1892-es bányarobbanás hírének illusztrációja egy francia újságban

| Bánya elnevezése         | Ország, bányavidék     | Bekövetkezés éve | Áldozatok száma |
| ------------------------ | ---------------------- | ---------------- | --------------- |
| Wallsend Coliery         | Anglia                 | 1835             | 102             |
| Lundhill Coliery         | Anglia                 | 1857             | 180             |
| Hartley Coliery          | Anglia                 | 1862             | 204             |
| Oaks                     | Anglia-Yorkshire       | 1866             | 388             |
| Ferndale Colliery        | Wales                  | 1867             | 178             |
| Burger üzem              | Németország            | 1869             | 276             |
| Blantyre                 | Skócia                 | 1869             | 215             |
| Laurel                   | USA-Virginia           | 1884             | 112             |
| ?                        | Kanada                 | 1887             | 150             |
| Mamuth akna              | USA-Pennsylvania       | 1891             | 109             |
| Aulnitas akna            | Belgium                | 1892             | 160             |
| Carolinenglück           | Németország-Ruhr-vidék | 1898             | 116             |
| Courriéres               | Franciaország          | 1906             | 1099            |
| Raden bánya              | Németország-Saar-vidék | 1907             | 150             |
| Dortmund-Radbod          | Németország-Ruhr-vidék | 1908             | 348             |
| Lotharingen bánya        | Németország-Ruhr-vidék | 1912             | 115             |
| Hillcrest                | Kanada-Alberta         | 1914             | 189             |
| Minister Stein(Dortmund) | Németország-Ruhr-vidék | 1925             | 136             |
| Anna bánya               | Németország-Alsdorf    | 1930             | 271             |
| Cresford                 | Wales                  | 1934             | 274             |
| Benxihu                  | Kína                   | 1942             | 1549            |
| Sachsen üzem             | Németország-Ruhr-vidék | 1944             | 171             |
| Monopol üzem             | Németország-Ruhr-vidék | 1946             | 405             |
| Tatabánya                | Magyarország           | 1950             | 81              |
| Coalbrook                | Dél-Afrika             | 1960             | 437             |
| Laibadong                | Kína                   | 1960             | 682             |
| Luisenthal               | Németország-Saar-vidék | 1960             | 299             |
| Guizhon                  | Kína                   | 2000             | 162             |
| Gnangxi                  | Kína                   | 2001             | 200             |
| Saanxi                   | Kína                   | 2001             | 160             |
| ?                        | Kína                   | 2002             | 100             |
| Chenjason                | Kína                   | 2004             | 166             |
| Fuxin                    | Kína                   | 2005             | 212             |
| Donfeng                  | Kína                   | 2005             | 134             |
| Uljanovszkaja            | Oroszország            | 2007             | 106             |
| Zaszjagyko               | Ukrajna                | 2008             | 106             |

### Sújtólég-események Magyarországon
A mai Magyarország területén minden földalatti szénbánya (és néhány más bánya is) sújtólégveszélyes besorolást kapott, mert a bányalevegő analízise kimutatta a metán jelenlétét. A legveszélyesebb területnek a mecseki feketeszén-előfordulás bizonyult. Az első sújtólégrobbanást itt 1870-ben jegyezték fel. A szászvári bányában 1910-ben történt nagyobb sújtólégrobbanás 17 áldozatot követelt.
Az első gázkitörés Pécsett a Schroll-akna 208 méteres mélységében történt és halálos áldozatokkal járt. Ezt követően több esetben a gázkitörést sújtólégrobbanás követte. A legnagyobb gázkitörések függőleges akna továbbmélyítésénél és főfeltáró vágat építésénél következtek be, amikor a széntelepet megközelítve több ezer köbméter szénpor és kőzettörmelék tört be pillanatok alatt  a bányatérségekbe, halálos sérüléseket okozva, összetörve a biztosító szerkezeteket, a csillepályákat felszaggatva „összegombolyítva”. A mecseki medencében már a kezdetekben nagy figyelmet fordítottak a kutatásokra, a külföldi védekező eljárások adaptálására, gyakran továbbfejlesztésére. Kidolgozták a metánlecsapolást és a szénkimosatással történő feszültségmentesítést. A kutatási eredményeknek köszönhetően a nyilvántartott 574 sújtólégkitörésben „csak” 74 volt az áldozatok száma. Nem minden kitörést követett sújtólégrobbanás, mert azok jelentős része szabályozott körülmények között, előre tervezett formában történt.
Annak ellenére, hogy a mecseki szénmedence minősült a legveszélyesebbnek, a legtöbb áldozatot követelő sújtólégrobbanás a kevésbé veszélyesnek tartott tatabányai-oroszlányi és dorogi szénmedencében következett be:
- Tatabánya, II. akna, 1899. április 8.: a halálos áldozatok száma 6 fő
- Tokod, Erzsébet akna, 1942: a halálos áldozatok száma 51 fő
- Tatabánya, XII. akna, 1950. december 30.: a halálos áldozatok száma 81 fő (jelentős részük a sújtólégrobbanást követő szénporrobbanás következtében vesztette életét)
- Tatabánya, XV/A akna, 1963. december 4.: a halálos áldozatok száma 26 fő
- Tatabánya, XV/A akna, 1963. december 8.: a halálos áldozatok száma 3 fő
- Tatabánya, XII/A akna (Vadorzó), 1978. február 16. 12 óra 40 perc: a halálos áldozatok száma 26 fő Archiválva 2014. május 15-i dátummal a Wayback Machine-ben [2
- Oroszlány, Márkushegy, 1983. június 22.: a halálos áldozatok száma 37 fő.